# Weewarrasaurus pobeni
Weewarrasaurus pobeni — вид птахотазових динозаврів, що існував у пізній крейді (100 млн років тому).

## Скам'янілості
Динозавр відомий з фрагментарних викопних зразків верхньої і нижньої щелепи з зубами, що знайдено в австралійському штаті Новий Південний Уельс. Частина кісток, внаслідок мінералізації, перетворилися на опал. На основі решток палеонтолог Філ Белл з Університету Нью Інгланд визначив, що це новий вид, який належить до орнітоподів. Родова назва Weewarrasaurus вказує на типове місце місцезнаходження — опалове поле Wee Warra, що є частиною геологічної формації Гріман-Крик. Видова назва вшановує Майка Побена, опалового дилера, що виявив зразок та передав науковцям на вивчення.

## Опис
Weewarrasaurus є досить дрібним видом, завдовжки менше метра. У прес-релізах довжина тварини порівнювалася з розмірами лабрадора.